# 6104 Takao
6104 Takao è un asteroide della fascia principale. Scoperto nel 1993, presenta un'orbita caratterizzata da un semiasse maggiore pari a 2,7061237 UA e da un'eccentricità di 0,0946791, inclinata di 2,41916° rispetto all'eclittica.